# Aubure
Aubure település Franciaországban, Haut-Rhin megyében. Lakosainak száma 357 fő (2022. január 1.). Aubure Ribeauvillé, Sainte-Marie-aux-Mines, Fréland, Riquewihr és Kaysersberg-Vignoble községekkel határos.

## Népesség
A település népességének változása:
| Lakosok száma | 355  | 356  | 367  | 360  | 370  | 370  | 363  | 360  | 357  |
|               | 2013 | 2015 | 2016 | 2017 | 2018 | 2019 | 2020 | 2021 | 2022 |